# Kategoria e parë 2007/08
Die Kategoria e parë 2007/08 war die 60. Spielzeit der zweithöchsten albanischen Fußballliga und die zehnte Saison unter diesem Namen. Sie begann am 15. September 2007 und endete am 18. Mai 2008.

## Modus
18 Mannschaften spielten an 34 Spieltagen jeweils zweimal gegeneinander. Die ersten beiden Vereine stiegen direkt in die Kategoria Superiore auf. Die Teams auf den Plätzen drei und vier spielten gegen den Neunten bzw. Zehnten um den Aufstieg. Die letzten vier Vereine stiegen in die Kategoria e dytë ab.

## Vereine
| Verein                   | Stadt       |
| ------------------------ | ----------- |
| KS Ada                   | Velipoja    |
| KF Apolonia Fier         | Fier        |
| KF Bilisht Sport         | Bilisht     |
| KS Burreli               | Burrel      |
| KS Bylis Ballsh          | Ballsh      |
| KF Erzeni Shijak         | Shijak      |
| KF Gramshi               | Gramsh      |
| KS Dajti Kamza           | Kamza       |
| KF Laçi                  | Laç         |
| KF Luftëtari Gjirokastra | Gjirokastra |
| KS Lushnja               | Lushnja     |
| KF Minatori Tepelena     | Tepelena    |
| KF Naftëtari Kuçova      | Kuçova      |
| KS Pogradeci             | Pogradec    |
| KF Skrapari              | Çorovoda    |
| KS Sopoti Librazhd       | Librazhd    |
| FK Tomori Berat          | Berat       |
| KF Turbina Cërrik        | Cërrik      |

## Abschlusstabelle
| Pl. | Verein                       | Sp. | S  | U | N  | Tore    | Diff. | Punkte |
| --- | ---------------------------- | --- | -- | - | -- | ------- | ----- | ------ |
| 1.  | KS Bylis Ballsh (N)          | 34  | 23 | 5 | 6  | 070:200 | +50   | 74     |
| 2.  | KF Apolonia Fier (A)         | 34  | 23 | 4 | 7  | 070:230 | +47   | 73     |
| 3.  | KS Lushnja                   | 34  | 22 | 7 | 5  | 057:260 | +31   | 73     |
| 4.  | KS Burreli                   | 34  | 21 | 4 | 9  | 051:260 | +25   | 67     |
| 5.  | FK Laçi                      | 34  | 19 | 9 | 6  | 057:290 | +28   | 66     |
| 6.  | KS Ada                       | 34  | 17 | 6 | 11 | 050:370 | +13   | 57     |
| 7.  | KF Luftëtari Gjirokastra (A) | 34  | 14 | 6 | 14 | 048:430 | +5    | 48     |
| 8.  | KF Skrapari (N)              | 34  | 15 | 3 | 16 | 039:390 | ±0    | 48     |
| 9.  | KS Dajti Kamza (N)           | 34  | 12 | 8 | 14 | 037:290 | +8    | 44     |
| 10. | KF Turbina Cërrik            | 34  | 14 | 2 | 18 | 034:480 | −14   | 44     |
| 11. | KS Pogradeci                 | 34  | 12 | 7 | 15 | 033:330 | ±0    | 43     |
| 12. | KF Bilisht Sport             | 34  | 13 | 4 | 17 | 037:480 | −11   | 43     |
| 13. | KS Sopoti Librazhd           | 34  | 13 | 4 | 17 | 030:420 | −12   | 43     |
| 14. | KF Naftëtari Kuçova (N)      | 34  | 12 | 4 | 18 | 036:510 | −15   | 40     |
| 15. | KF Erzeni Shijak             | 34  | 11 | 6 | 17 | 029:420 | −13   | 39     |
| 16. | FK Tomori Berat              | 34  | 8  | 7 | 19 | 029:560 | −27   | 31     |
| 17. | KS Gramshi                   | 34  | 9  | 2 | 23 | 028:580 | −30   | 29     |
| 18. | KF Minatori Tepelena         | 34  | 2  | 4 | 28 | 023:108 | −85   | 10     |

Platzierungskriterien: 1. Punkte – 2. Direkter Vergleich (Punkte, Tordifferenz, geschossene Tore) – 3. Tordifferenz – 4. geschossene Tore

| (A) | Absteiger aus der Kategoria Superiore 2006/07 |
| (N) | Neuaufsteiger                                 |

## Relegation
Aufstieg
| Datum        |                                                | Ergebnis              |                                            |
| ------------ | ---------------------------------------------- | --------------------- | ------------------------------------------ |
| 24. Mai 2008 | KS Burreli 4. der Kategoria e parë             | 2:1 n. V.             | KS Teuta Durrës 9. der Kategoria Superiore |
| 25. Mai 2008 | KS Kastrioti Kruja 10. der Kategoria Superiore | 0:0 n. V. (2:4 i. E.) | KS Lushnja 3. der Kategoria e parë         |